# Centaurea polyclada
Centaurea polyclada — вид рослин роду волошка (Centaurea), з родини айстрових (Asteraceae).

## Морфологічна характеристика
Це багаторічна або, зрідка, дворічна рослина. Стебло прямовисне, 25–60 см, сильно розгалужене, первинні гілки довгі, квіткові голови принаймні частково розміщені на дуже коротких вторинних (або третинних) гілках. Листки шершаві знизу, від павутинистих до запушених зверху, нижні — 1–2-перисторозільні, серединні перисторозільні з лінійними сегментами 1–1.8(2) мм ушир, верхні листки лінійні. Квітки трояндово-пурпурні. Сім'янки 1.6–5 мм, з довгими волосками на поверхні; папуси відсутні або, дуже рідко, крихітні лускоподібні, 0.5 мм

## Середовище проживання
Поширений на заході Туреччини (Анатолія) й на Східно-Егейських островах (Греція). Зростає під пологом Pinus brutia лісів, у макі, на сухих луках разом з Cistus laurifolius і Centaurea solstitialis. Надає перевагу ґрунтам із pH=6.23.